# Dasychira arakawae
Dasychira arakawae är en fjärilsart som beskrevs av Matsumura 1921. Dasychira arakawae ingår i släktet Dasychira och familjen tofsspinnare. Inga underarter finns listade i Catalogue of Life.